# Michael Krämer (Sportjournalist)

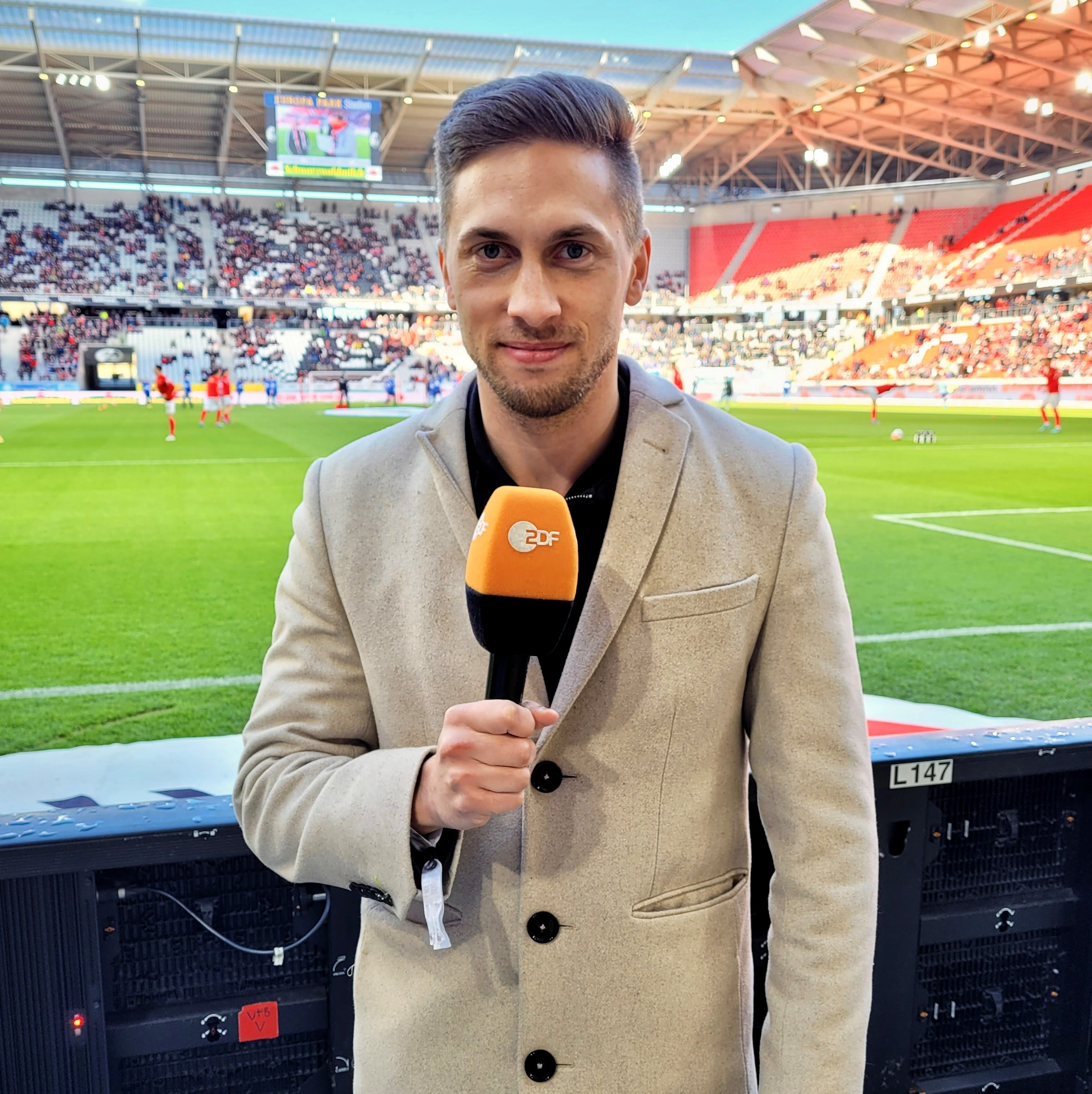
Michael Krämer (2022)

Michael Krämer (* 31. Oktober 1991 in Achern) ist ein deutscher Sportjournalist, Fernsehkommentator und -moderator.

## Werdegang
Michael Krämer wuchs im badischen Sasbachwalden auf und absolvierte nach seinem Abitur ein Journalismus-Studium an der Hochschule Ansbach.
Im Anschluss begann er im Jahr 2015 seine journalistische Laufbahn beim ZDF und arbeitete zunächst für die Magazinsendung Drehscheibe. Im April 2016 wechselte er in die ZDF-Sportredaktion, wo er seither hauptsächlich über Fußball im aktuellen Sportstudio und für Sportstudio live berichtet.
Bei der Fußball-Weltmeisterschaft der Frauen 2019 war er als Kommentator im Einsatz.
Während der Fußball-Europameisterschaft 2020 moderierte er für das ZDF Talksendungen u. a. mit Per Mertesacker und Manuel Gräfe.
Bei den 2021 in Tokio ausgetragenen Olympischen Sommerspielen 2020, den European Championships 2022 in München und den Olympischen Sommerspielen 2024 in Paris setzte ihn das ZDF zusammen mit Kristina Vogel als Kommentator der Bahnrad-Wettbewerbe ein. 2024 kommentierte Michael Krämer gemeinsam mit dem ehemaligen Radprofi Marcel Kittel zudem die Straßenradsport-Weltmeisterschaften.
Zwischen 2016 und 2018 schloss Michael Krämer zusätzlich ein Masterstudium im Bereich Unternehmenskommunikation an der Hochschule der Medien in Stuttgart ab. Seit Mitte 2022 verantwortet Krämer neben seiner Tätigkeit beim ZDF die Presse- und Öffentlichkeitsarbeit von Suzuki in Deutschland.